# Trà My (huyện)
Trà My là một huyện cũ của tỉnh Quảng Nam, Việt Nam.
Huyện Trà My tồn tại đến ngày 20 tháng 6 năm 2003.

## Địa lý
Huyện Trà My nằm ở phía nam tỉnh Quảng Nam, có vị trí địa lý:
- Phía đông giáp thị xã Tam Kỳ, huyện Núi Thành và tỉnh Quảng Ngãi
- Phía tây giáp huyện Phước Sơn
- Phía nam giáp các tỉnh Kon Tum và Quảng Ngãi
- Phía bắc giáp các huyện Hiệp Đức và Tiên Phước.

Trước khi giải thể vào năm 2003, huyện có diện tích 1.645,60 km², dân số là 56.262 người, mật độ dân số đạt 34 người/km².

## Lịch sử
Sau năm 1975, huyện Trà My thuộc tỉnh Quảng Nam - Đà Nẵng, gồm 13 xã: Tiên Trà, Trà Cang, Trà Đốc, Trà Giác, Trà Giáp, Trà Leng, Trà Liên, Trà Linh, Trà Mai, Trà Nam, Trà Tập, Trà Thượng, Trà Vân.
Ngày 13 tháng 3 năm 1979, chuyển xã Trà Thượng về huyện Tam Kỳ quản lý (nay là xã Tam Trà thuộc huyện Núi Thành).
Ngày 23 tháng 9 năm 1981, Hội đồng Bộ trưởng ban hành Quyết định 79-HĐBT. Theo đó:
- Giải thể xã Tiên Trà
- Thành lập thị trấn Trà My, thị trấn huyện lỵ huyện Trà My trên cơ sở các thôn 1, 2, 3, 6 và 8 của xã Tiên Trà
- Thành lập xã Trà Giang trên cơ sở thôn 4 của xã Tiên Trà, thôn 3 của xã Trà Liên và thôn 4 của xã Trà Giác
- Thành lập xã Trà Tân trên cơ sở thôn 5 và thôn 7 của xã Trà Giác.
- Chuyển xã Tiên Minh thuộc huyện Tiên Phước về huyện Trà My quản lý.

Ngày 1 tháng 12 năm 1983, Hội đồng Bộ trưởng ban hành Quyết định 141-HĐBT. Theo đó:
- Chia xã Trà Leng thành hai xã lấy tên là xã Trà Leng và xã Trà Dơn
- Chia xã Trà Đốc thành hai xã lấy tên là xã Trà Đốc và Trà Bui
- Chia xã Tiên Minh thành hai xã lấy tên là xã Trà Dương và xã Trà Đông.

Ngày 3 tháng 12 năm 1986, chia xã Trà Mai thành hai xã lấy tên là xã Trà Mai và xã Trà Don.
Ngày 16 tháng 4 năm 1988, chia xã Trà Liên thành hai xã lấy tên là xã Trà Nú và xã Trà Kót.
Ngày 6 tháng 11 năm 1996, huyện Trà My thuộc tỉnh Quảng Nam vừa được tái lập.
Ngày 22 tháng 6 năm 1998, thành lập xã Trà Vinh trên cơ sở 3.851 ha diện tích tự nhiên và 1.328 người của xã Trà Vân.
Ngày 21 tháng 3 năm 2002, thành lập xã Trà Ka trên cơ sở 5.350 ha diện tích tự nhiên và 1.359 người của xã Trà Giáp.
Cuối năm 2002, huyện Trà My 22 đơn vị hành chính trực thuộc, gồm thị trấn Trà My (huyện lỵ) và 21 xã: Trà Bui, Trà Cang, Trà Đốc, Trà Don, Trà Dơn, Trà Đông, Trà Dương, Trà Giác, Trà Giang, Trà Giáp, Trà Ka, Trà Kót, Trà Leng, Trà Linh, Trà Mai, Trà Nam, Trà Nú, Trà Tân, Trà Tập, Trà Vân, Trà Vinh.
Ngày 20 tháng 6 năm 2003, Chính phủ ban hành Nghị định số 72/2003/NĐ-CP. Theo đó, chia huyện Trà My thành hai huyện Bắc Trà My và Nam Trà My.
- Huyện Bắc Trà My có thị trấn Trà My và 11 xã: Trà Bui, Trà Đốc, Trà Đông, Trà Dương, Trà Giác, Trà Giang, Trà Giáp, Trà Ka, Trà Kót, Trà Nú, Trà Tân.
- Huyện Nam Trà My có 10 xã: Trà Cang, Trà Don, Trà Dơn, Trà Leng, Trà Linh, Trà Mai, Trà Nam, Trà Tập, Trà Vân, Trà Vinh.

Từ đó, huyện Trà My không còn tồn tại.